# Латівка (Криворізький район)
Ла́тівка — село в Україні, в Криворізькому районі Дніпропетровської області. Входить до складу Новолатівської сільської громади. 
Орган місцевого самоврядування — Новолатівська сільська рада. Населення — 141 мешканець.

## Географія
Село Латівка знаходиться за 1 км від правого берега річки Інгулець, вище за течією на відстані 1 км розташоване село Рахманівка (Криворізька міська рада), нижче за течією на відстані 1 км розташоване село Стародобровільське, на протилежному березі - село Новоселівка.

## Історія
24 квітня 2003 року селищу Латівка наданий статус села.

## Населення

### Мова
Розподіл населення за рідною мовою за даними перепису 2001 року
| Мова       | Кількість | Відсоток |
| ---------- | --------- | -------- |
| українська | 135       | 95.74%   |
| російська  | 6         | 4.26%    |
| Усього     | 141       | 100%     |

## Інтернет-посилання
- Погода в селі Латівка [Архівовано 21 грудня 2011 у Wayback Machine.]